# Dzong
Dzong (Wylie: rdzong, IPA: [tzʱoŋ˩˨] - 'tvrđava') je posebna vrsta arhitekture tvrđava u području Butana i Tibeta. To je arhitektura masivnog stila, s visokim vanjskim zidovima koji okružuju zdanja koja čine dvorišta, hramovi, upravni uredi i redovnički prostori.